# João Mamede Filho
Dom Frei João Mamede Filho, O.F.M.Conv. (Caçapava, 21 de agosto de 1951) é frade franciscano conventual e bispo católico brasileiro. É o terceiro bispo da Diocese de Umuarama.

## Biografia
Nascido em Caçapava em 1951, ingressou na Ordem dos Frades Menores Conventuais em 1974 e foi ordenado presbítero em 1978. No dia 26 de abril de 2006 foi nomeado bispo pelo Papa Bento XVI e designado para ser auxiliar em São Paulo com a sede titular de Aquae Albae in Mauretania. Recebeu a ordenação episcopal no dia 1 de julho de 2006 das mãos do Cardeal Cláudio Hummes. Seu lema episcopal é No evangelho força de Deus.
De 2006 a 2010 foi bispo auxiliar da Arquidiocese de São Paulo e responsável pela Região Episcopal Lapa. No dia 24 de novembro de 2010 foi nomeado bispo de Umuarama pelo Papa Bento XVI e foi empossado no dia 12 de fevereiro de 2011.
Foi nomeado em 20 de novembro de 2019, administrador apostólico da Arquidiocese de Maringá, pelo Papa Francisco, visto a renúncia de Dom Anuar Battisti, durante o período de vacância na sé.